# Франц Шиллінг (ковзаняр)
Франц Шилінг (нім. Franz Schilling, 2 червня 1872 — 29 червня 1929) — австрійський ковзаняр. Учасник чемпіонатів світу та Європи з ковзанярського спорту.
Зайняв перше місце в загальному заліку на неофіційному чемпіонаті Європи-1892 у Відні (Австро-Угорщина). На першостях Європи 1906—1907 років він займав відповідно друге і третє місця в загальному заліку. 
Крім цього Франц Шилінг ставав чотириразовим чемпіоном Австро-Угорщини в багатоборстві (1891, 1896, 1903 і 1906 років).

## Особисті рекорди
| дата                     | дистанція          | рекорд  | місто              |
| ------------------------ | ------------------ | ------- | ------------------ |
| 27 січня 1906            | 500 метрів         | 47,8    | Давос              |
| 2 лютого 1903            | 1000 метрів        | 1.52,0  | Клагенфурт         |
| 31 січня 1909            | 1500 метрів        | 2.31,4  | Давос              |
| 17 січня 1892            | 3000 метрів        | 6.15,2  | Франкфурт-на-Майні |
| 27 січня 1906            | 5000 метрів        | 9.17,6  | Давос              |
| 3 лютого 1907            | 10000 метрів       | 18.44,0 | Давос              |
| 30 січня — 31 січня 1909 | Сума багатоборства | 216,197 | Давос              |

## Досягнення
| турнір                                         | дата                     | місто        | 500 м      | 1500 м       | 5000 м       | 10000 м     | 1/3 милі   | 1 миля       | 3 милі          | очка | місце |
| ---------------------------------------------- | ------------------------ | ------------ | ---------- | ------------ | ------------ | ----------- | ---------- | ------------ | --------------- | ---- | ----- |
| Чемпіонат Європи (неофіційний) — багатоборство | 25 січня 1892            | Відень       | -          | -            | -            | -           | 1.15,5 (2) | '3.53,2 (1)' | '12 .21,0 (1) ' | -    | 1     |
| 1-й чемпіонат Європи — багатоборство           | 21 — 22 січня 1893       | Берлін       | 58,2 (8/q) | 3.00,0 (5/q) | -            | -           | -          | -            | -               | -    | Б/М   |
| 10-й чемпіонат Європи — багатоборство          | 18 — 19 січня 1902       | Давос        | 50,2 (5)   | 2.32,6 (3)   | 9.20,4 (5)   | 19.02,2 (5) | -          | -            | -               | -    | (4)   |
| 10-й чемпіонат світу — багатоборство           | 25 — 23 лютого 1902      | Гельсингфорс | 54,0 (10)  | 2.43,0 (7)   | 9.35,8 (5)   | 20.05,6 (4) | -          | -            | -               | -    | (5)   |
| 14-й чемпіонат Європи — багатоборство          | 21 — 28 січня 1906       | Давос        | 47,8 (2)   | 2.31,6 (2)   | 9.17,6 (3)   | 19.06,4 (3) | -          | -            | -               | -    | (2)   |
| 15-й чемпіонат Європи — багатоборство          | 2 — 3 лютого 1907        | Давос        | 50,6 (3)   | 2.32,8 (2)   | 9.18,8 (3)   | 18.44,0 (1) | -          | -            | -               | -    | (3)   |
| 16-й чемпіонат Європи — багатоборство          | 1 лютого — 2 лютого 1908 | Клагенфурт   | 51,2 (11)  | 2.36,0 (7)   | 9.25,8 (6)   | 19.12,0 (5) | -          | -            | -               | 26   | 6     |
| 16-й чемпіонат світу — багатоборство           | 8 — 9 лютого 1908        | Давос        | 50,4 (12)  | 2.32,0 (12)  | 10.07,2 (13) | НС          | -          | -            | -               | -    | Б/М   |
| 17-й чемпіонат Європи — багатоборство          | 23 — 24 січня 1909       | Будапешт     | 50,6 (6)   | 2.43,0 (5)   | 9.26,0 (5)   | НФ          | -          | -            | -               | -    | Б/М   |